# 하나식당
"하나식당"은 2018년에 개봉한 대한민국의 영화이다. 

## 캐스팅
- 최정원 : 고하나 역
- 나혜미 : 정세희 역
- 유현 : 민석 역
- 최윤희 : 희진 역
- 고유안 : 고유안 역
- 히가시온나 루카 : 에리 역
- 니시아키 아이나 : 에리 엄마 역
- 이레이 테츠오 : 노신사 역
- 나가미네 사토가 : 중학생 남 역
- 사키하라 안쥬 : 중학생 여 역
- 키라리 : 여고생 1 역
- 우에하라 미리야 : 여고생 2 역
- 니시조노 타이치 : 수족관 커플 남 역
- 킨조 유리 : 수족관 커플 여 역
- 조경아 : 세희 엄마 (목소리) 역
- 오승현 : 은희 역 (특별출연)

## 같이 보기
- 2018년 대한민국의 영화 목록